# Hội nghị cấp cao Đông Á lần thứ 4
Hội nghị cấp cao Đông Á lần thứ tư đã được dời địa điểm nhiều lần và một nỗ lực để giữ nó đã bị hủy bỏ do ảnh hưởng từ Khủng hoảng chính trị Thái Lan 2008–2010. Cuối cùng nó đã được tổ chức vào ngày 25 Tháng 10 2009 tại Cha Am và Hua Hin của Thái Lan.

## Hội nghị lần thứ 4
16 quốc gia tham gia là:

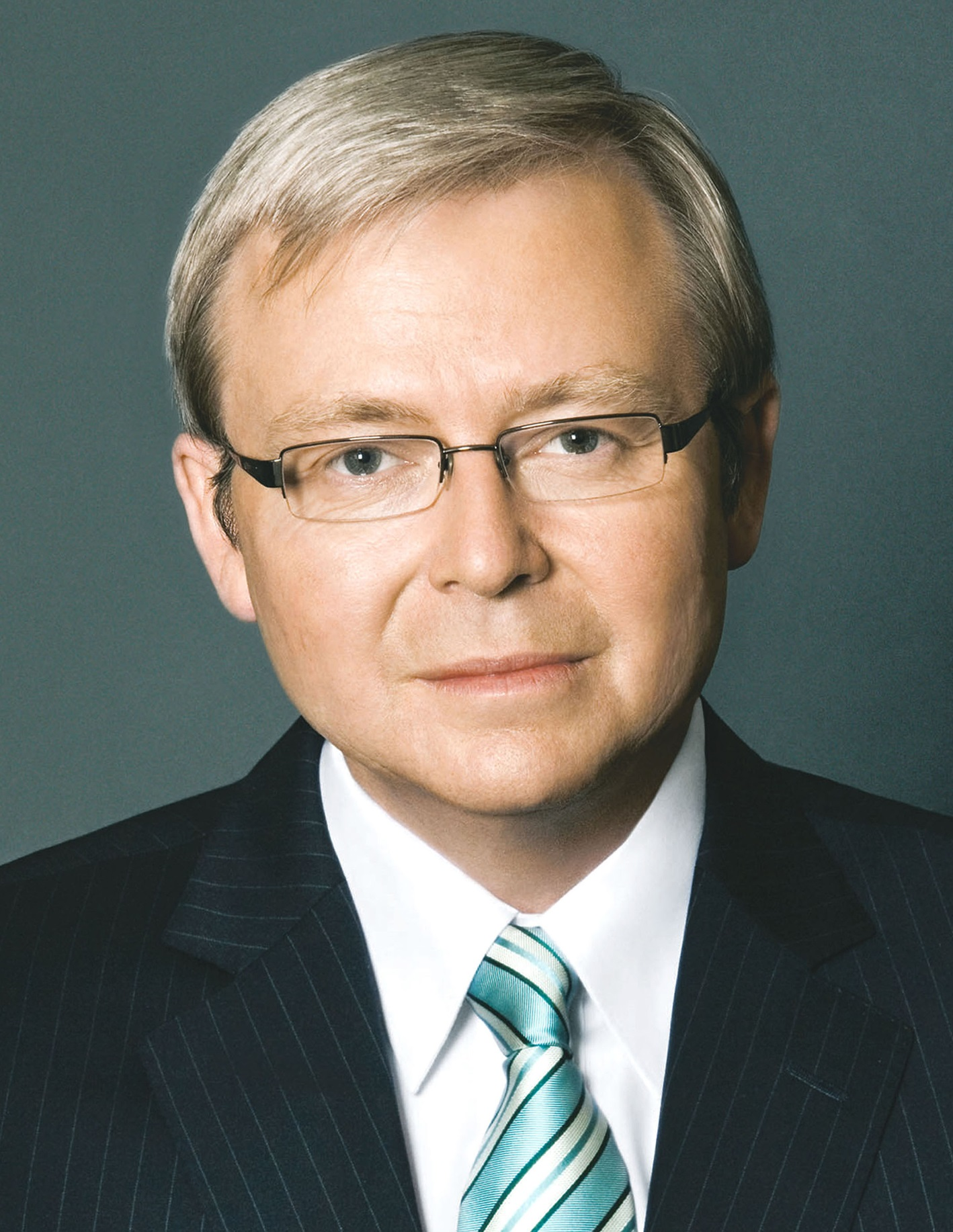
Kevin Rudd Thủ tướng
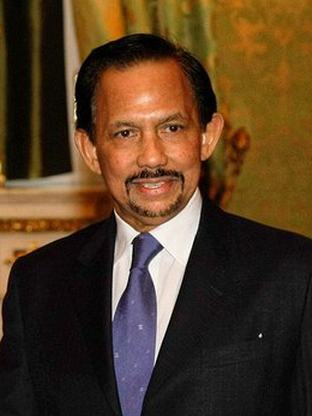
Hassanal Bolkiah Sultan và Thủ tướng của Brunei
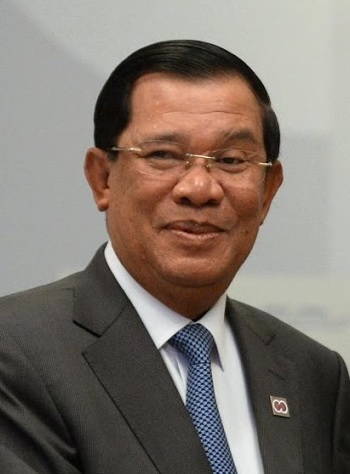
Hun Sen Thủ tướng
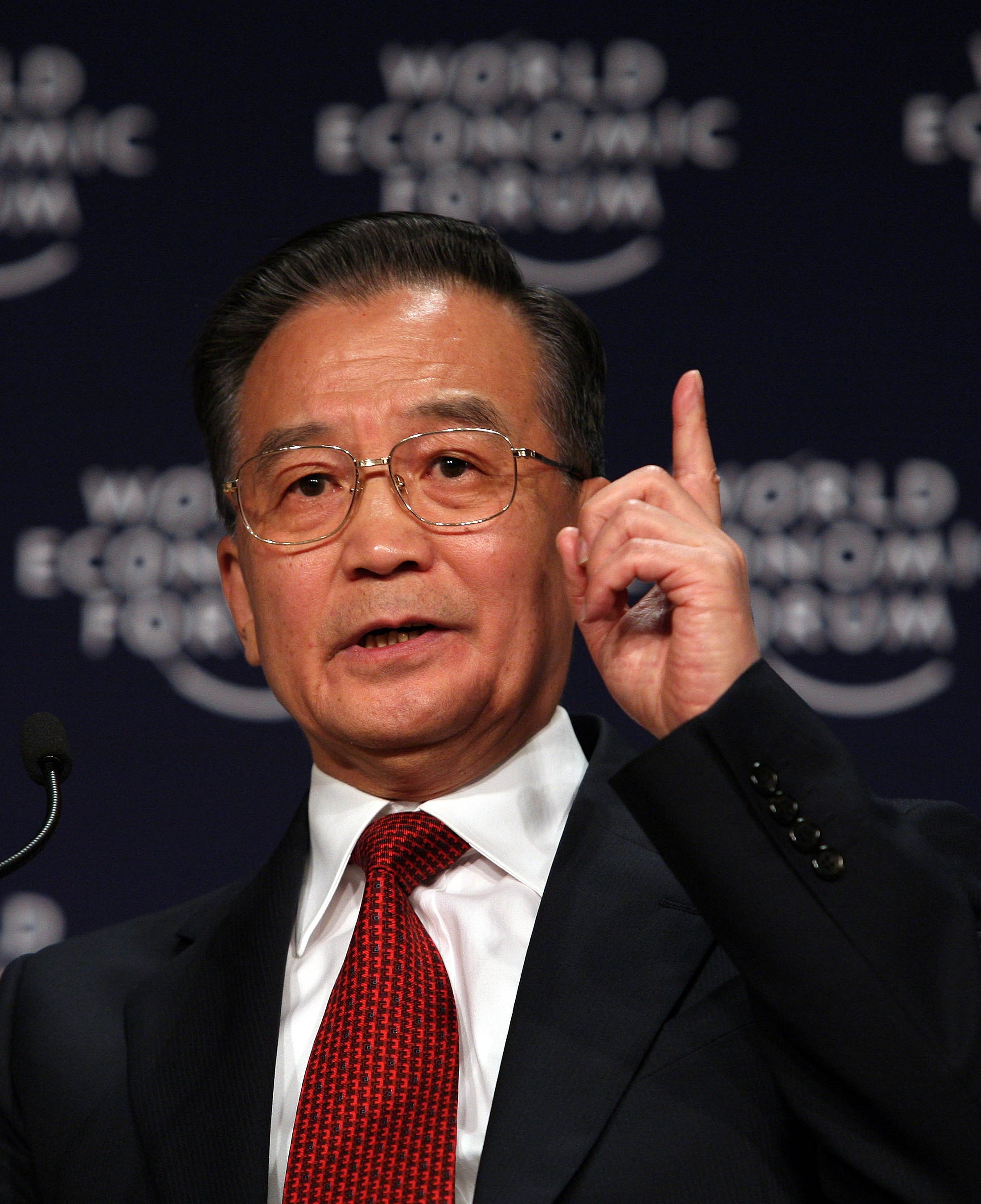
Ôn Gia Bảo Thủ tướng
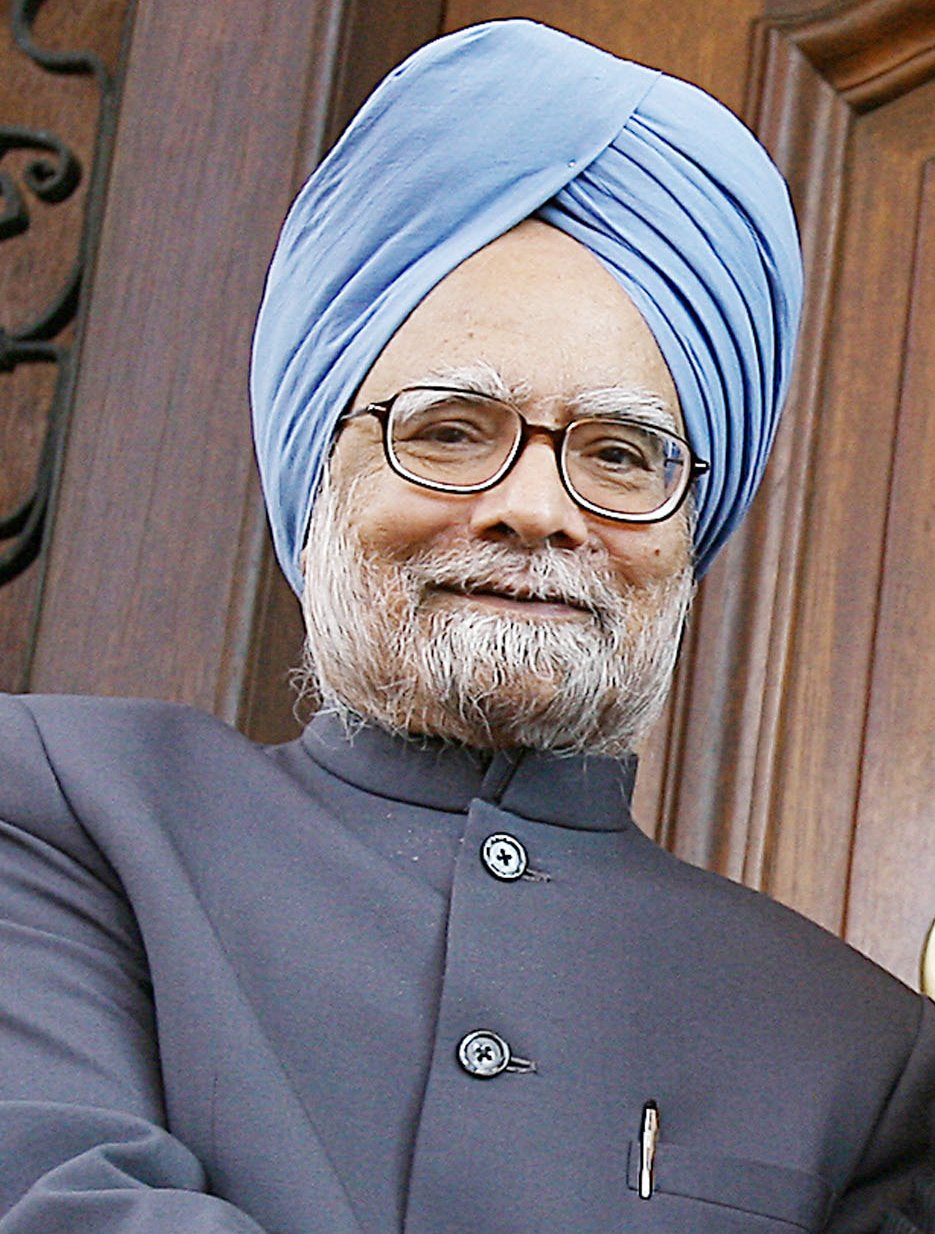
Manmohan Singh Thủ tướng
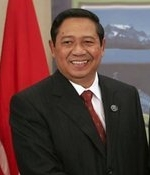
Susilo Bambang Yudhoyono Tổng thống
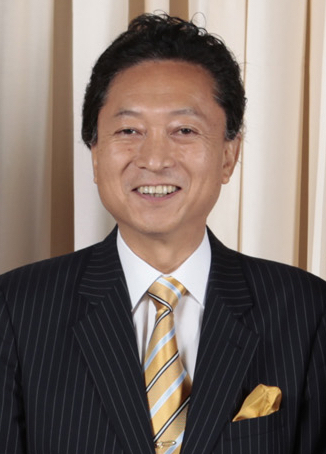
Yukio Hatoyama Thủ tướng
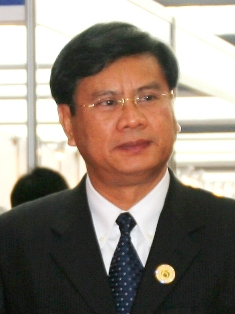
Bouasone Bouphavanh Thủ tướng
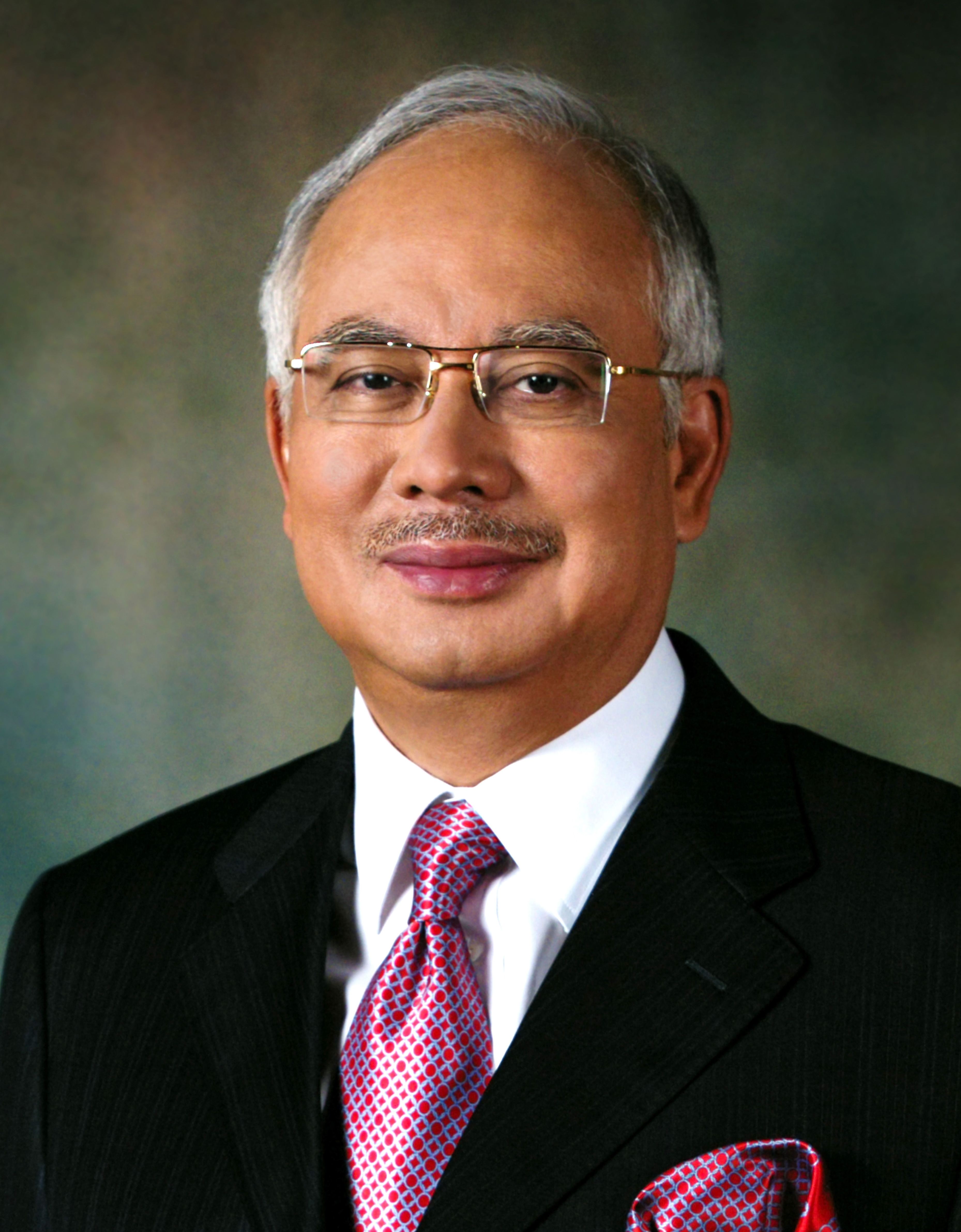
Najib Tun Razak Thủ tướng
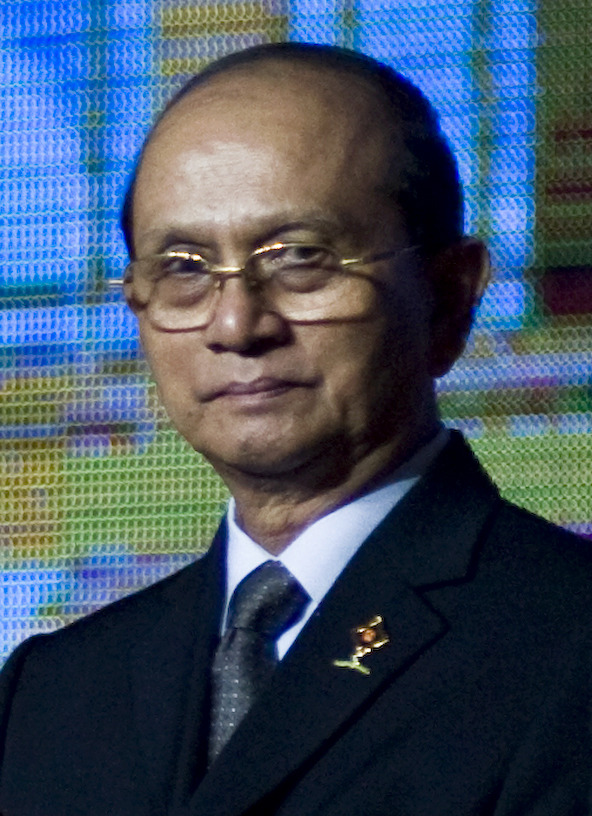
Thein Sein Thủ tướng
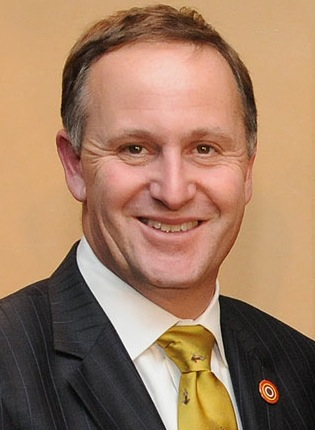
John Key Thủ tướng
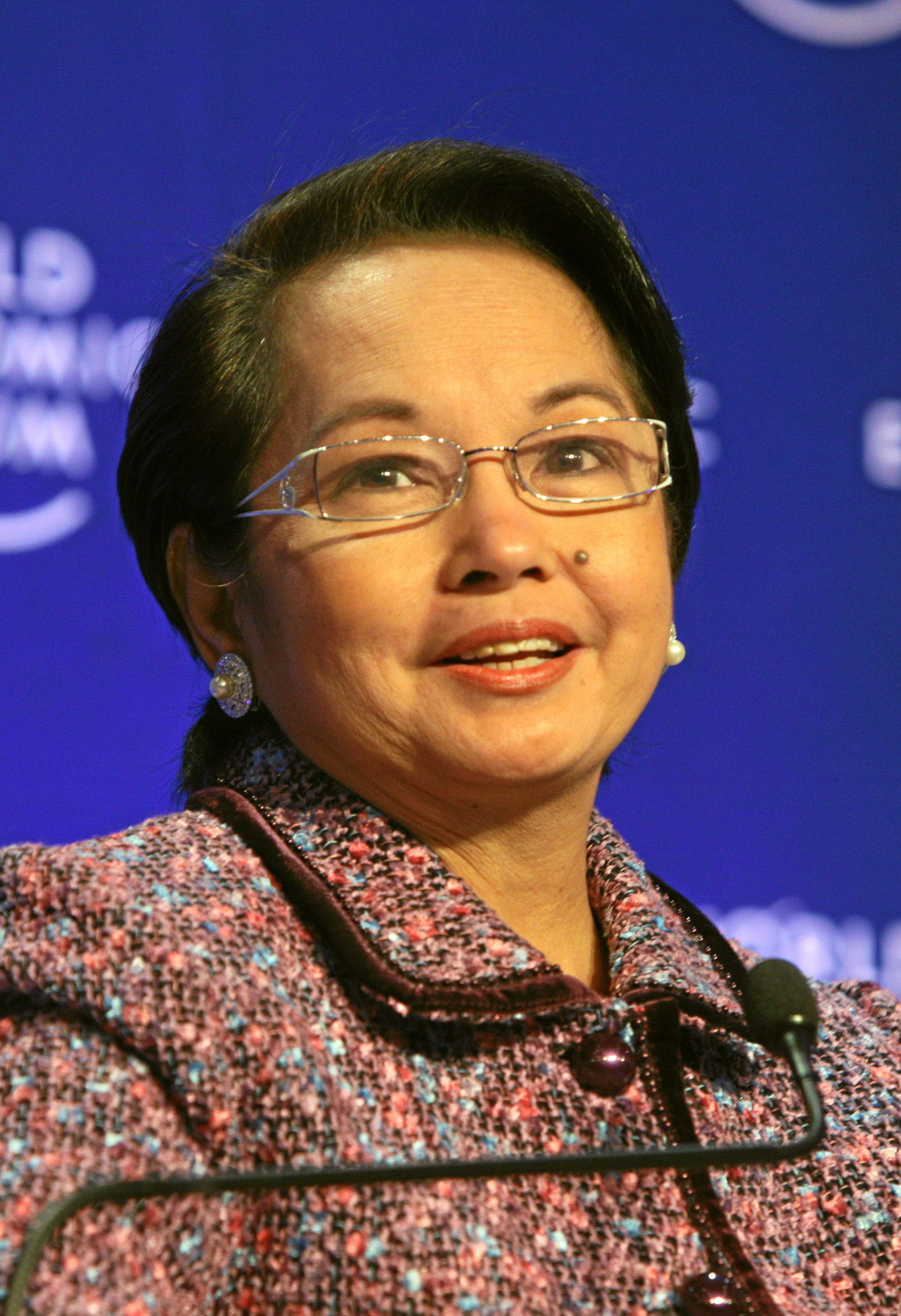
Gloria Macapagal-Arroyo Tổng thống
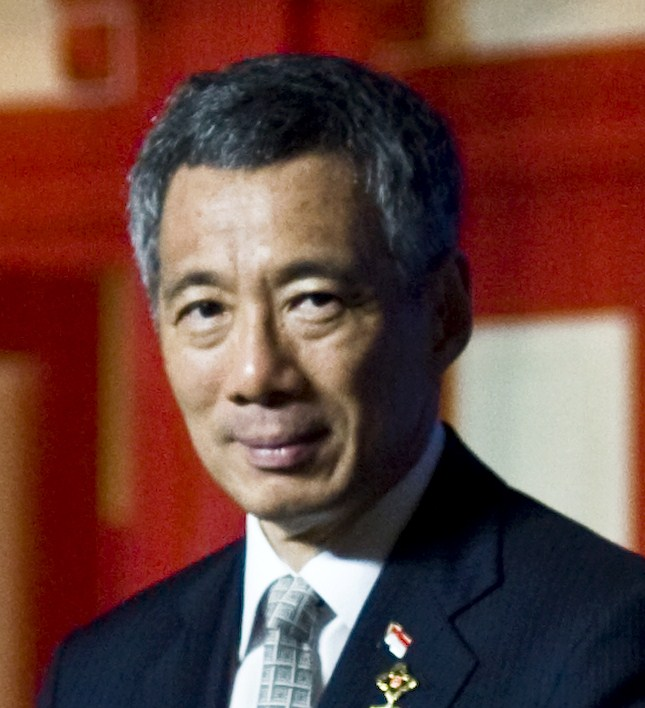
Lý Hiển Long Thủ tướng
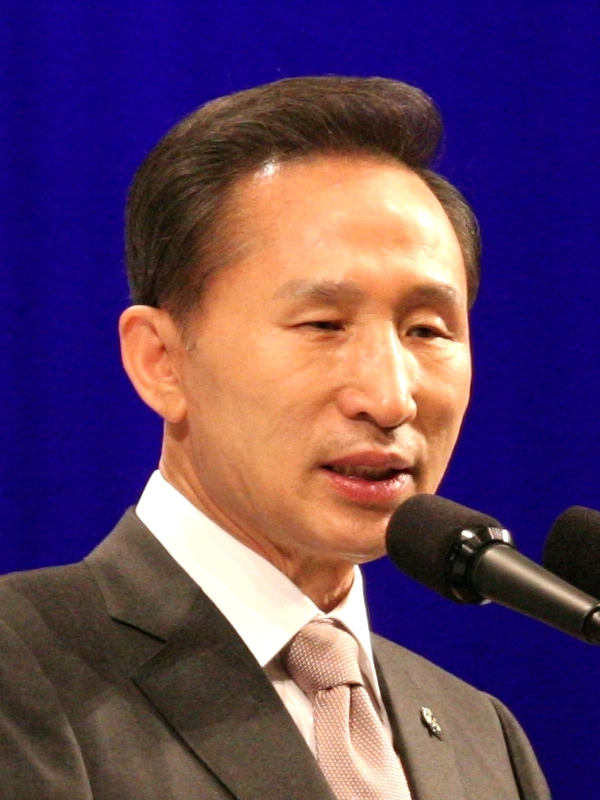
Lee Myung-bak Tổng thống
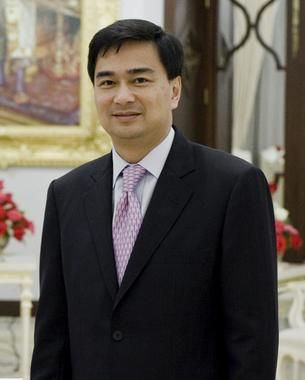
Abhisit Vejjajiva Thủ tướng (Chủ tịch)
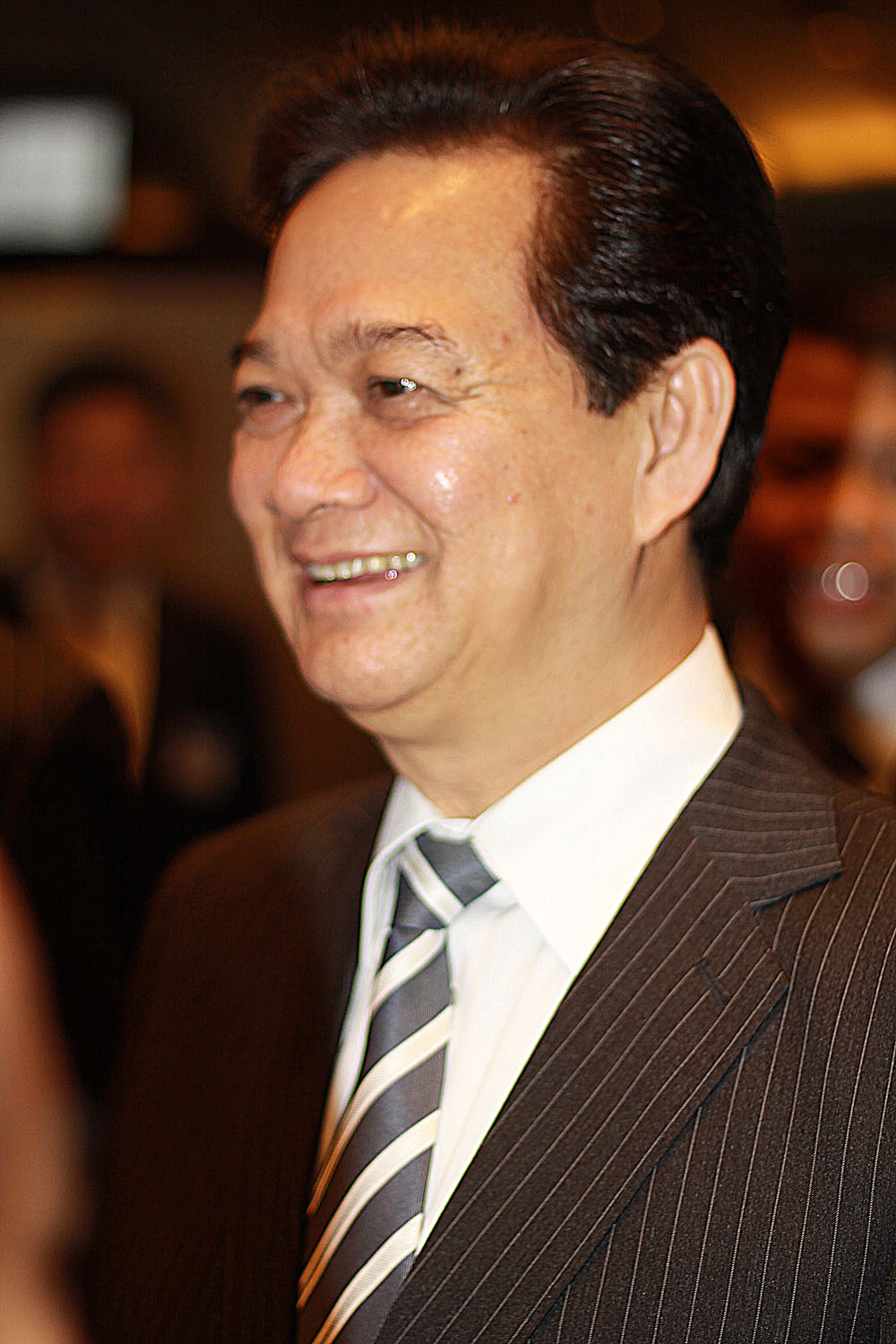
Nguyễn Tấn Dũng Thủ tướng

## Chương trình nghị sự
Khủng hoảng tài chính toàn cầu 2008 có được đưa vào chương trình nghị sự của hội nghị thượng đỉnh nhưng tại thời điểm tổ chức của hội nghị, cuộc khủng hoảng trước mắt đã đi qua.
Hội nghị thượng đỉnh diễn ra trong tháng 10 năm 2009 đã được dự kiến sẽ nhận được một báo cáo về đề xuất Đối tác Kinh tế Toàn diện cho khu vực Đông Nam Á và có khả năng thiết lập  khối thương mại lớn nhất của thế giới Thủ tướng Kevin Rudd của Úc và cựu bộ trưởng ngoại giao Úc Richard Woolcott đề xuất giải quyết tại hội nghị thượng đỉnh về cấu trúc khu vực và ý tưởng về một cộng đồng Châu Á Thái Bình Dương Các thành viên đã xem kế hoạch hồi hồi Ấn Độ của Đại học Nalanda.

## Các vấn đề liên quan đến EAS 4
Hội nghị thượng đỉnh đầu tiên được tổ chức tại Bangkok vào ngày 17 tháng 12 năm 2008. Nó đã được công bố vào cuối tháng 10 năm 2008 Hội nghị thượng đỉnh sẽ được chuyển từ Bangkok tới Chiang Mai do những lo ngại về tình trạng bất ổn chính trị ở thủ đô.
Sau đó nó đã được công bố vào ngày 02 tháng 12 năm 2008 rằng do khủng hoảng chính trị Thái Lan 2008–2010 nên hội nghị thượng đỉnh sẽ được hoãn lại từ ngày 17 tháng 12 năm 2008 đến tháng 03 năm 2009. Ngày 12 tháng 12 năm 2008 Abhisit Vejjajiva chỉ ra rằng nếu ông trở thành tiếp theo Thủ tướng Thái Lan ông sẽ tìm tổ chức hội nghị thượng đỉnh vào tháng 02 năm 2009.
Vào tháng 01 năm 2009, nó đã được thông báo rằng, mặc dù các Hội nghị thượng đỉnh ASEAN đã được lên kế hoạch cho ngày 27 tháng 02 năm 2009 để ngày 01 tháng 03 năm 2009, những ngày này là không thuận tiện cho các đại biểu ASEAN  và Hội nghị Thượng đỉnh Đông Á và cuộc họp của ASEAN+3 sẽ được tổ chức sau đó.
Việc tái lập lịch trình của người đứng đầu chính phủ / nhà nước của 16 quốc gia gây ra EAS được dự kiến lại lên kế hoạch cho tháng 04, trùng với Lễ Phục Sinh. Ngày sửa đổi có nghĩa là thay đổi địa điểm từ Phuket đến Pattaya đã được dự tính. Ngày sửa đổi và địa điểm tổ chức sau đó đã được xác nhận. Các địa điểm tổ chức sẽ là Pattaya với triển lãm và Hội nghị Hall (PEACH).
Nó cũng đã được thông báo rằng Ấn Độ sẽ được có đại diện tại hội nghị thượng đỉnh bởi Bộ trưởng Công nghiệp và Thương mại Kamal Nath, không phải thủ tướng của Ấn Độ.

## Hủy hội nghị thượng đỉnh vào năm 2008 và hoãn đến năm 2009
Ngày 11 tháng 04 năm 2009, những người biểu tình của chính phủ chống Thái đập phá đường vào hội nghị thượng đỉnh Đông Á, buộc Thủ tướng Thái Lan Abhisit Vejjajiva phải hủy bỏ cuộc họp và sơ tán các nhà lãnh đạo nước ngoài bằng máy bay trực thăng. Các quan chức đã không nói cụ thể khi hội nghị thượng đỉnh sẽ được nối lại.
Sau khi hủy bỏ, Tổng thư ký Liên Hợp Quốc Ban Ki-moon thể hiện hối tiếc khi sự việc xảy ra. Abhisit Vejjajiva sau tuyên bố sẽ hành động pháp lý chống lại người biểu tình chống chính phủ "người làm chậm một hội nghị thượng đỉnh châu Á khi phơi bày tình trạng hỗn độn làm xấu hổ đất nước với quốc tế".
Trong thời gian sắp tổ chức, cũng đã xảy ra xung đột biên giới giữa Thái Lan và Campuchia. Hội nghị thượng đỉnh được cho là sử dụng như là một cơ hội cho các cuộc thảo luận bên lề giữa các nhà lãnh đạo các quốc gia liên quan.

## Sự phục vụ với các lãnh đạo tham dự

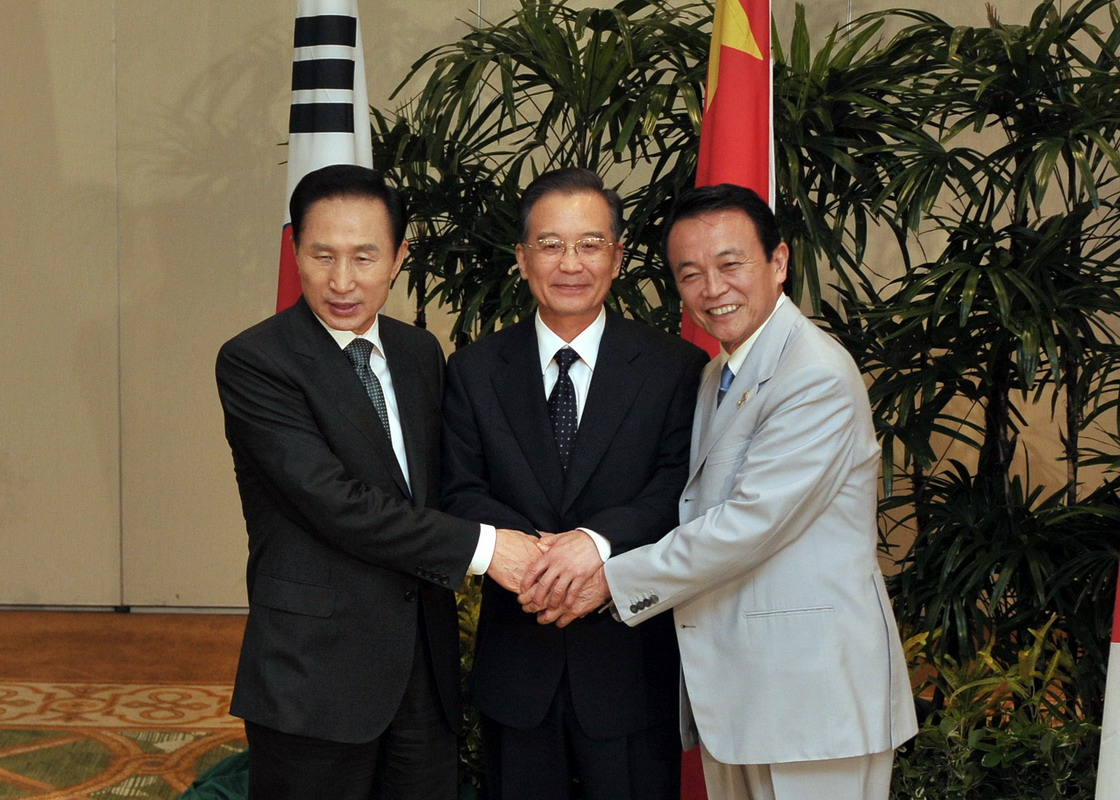
Các lãnh đạo của ba nước Đông Bắc Á: Trung Quốc, Hàn Quốc và Nhật Bản

Thủ tướng Úc Kevin Rudd đang trên đường đến đỉnh từ Australia khi ông đã liên lạc với Bộ Ngoại giao Úc và được khuyên quay trở lại Úc.
Các nhà lãnh đạo Trung Quốc, Nhật Bản và Hàn Quốc đã được trực thăng chuyên chở bởi nước nhà nhà Thái Lan, trong khi  Thủ tướng New Zealand John Key đã không thực hiện việc đó để ra khỏi sân bay Bangkok.

## Dời lại
Đến cuối tháng 04, chính phủ Thái Lan đã tìm cách để sắp xếp lại hội nghị thượng đỉnh vào tháng 06 năm 2009 tại Phuket. Đã từng có trước đó báo cáo rằng Indonesia có thể tìm cách để đăng cai hội nghị thượng đỉnh nếu Thái Lan không thể tổ chức Báo chí Úc cho thấy nó có thể được tổ chức tại Việt Nam.
Vào đầu tháng 05 Thái Lan đề xuất, tại một cuộc họp quan chức cấp cao, vào các ngày 13 và 14 tháng 06 tại Phuket, với lời hứa một vùng bán kính năm cây số quanh địa điểm tổ chức "không có vùng biểu tình" 
Ngày sửa đổi này được cho là bất tiện cho các nhà lãnh đạo của Indonesia, Ấn Độ và New Zealand.
Hội nghị thượng đỉnh sau đó đã được xác nhận là đã bị dời lại đến ngày 25 tháng 10 năm 2009 tại Phuket. Nhưng sau đó đã được dời đến địa điểm là Cha Am và Hua Hin.

## Kết quả
Hội nghị thượng đỉnh đã thông qua hai văn bản. Việc đầu tiên là một tuyên bố về quản lý thiên tai. Thứ hai là trình bày việc tái thiết của Đại học Nalanda của Ấn Độ.
Tuyên bố của Chủ tịch lưu ý:

21. Chúng tôi ghi nhận tầm quan trọng của các cuộc thảo luận khu vực để kiểm tra cách để thúc đẩy sự ổn định và thịnh vượng của khu vực Châu Á Thái Bình Dương. Trong mối liên hệ này, chúng tôi ghi nhận và đánh giá cao sau đây: 

(A) Theo đề nghị của Philippines mời người đứng đầu của các diễn đàn khu vực khác và các tổ chức trong khu vực châu Á-Thái Bình Dương cùng họp EAS trong tương lai để cùng thảo luận các biện pháp nhằm bảo vệ khu vực từ kinh tế trong tương lai và khủng hoảng tài chính và tăng cường hợp tác kinh tế châu Á, kể cả thông qua việc thành lập có thể có của một cộng đồng kinh tế của châu Á.

(B) Đề xuất mới của Nhật Bản để phục hồi năng lực trong các cuộc thảo luận mang tính xây dựng và lâu dài. Vì một cộng đồng Đông Á dựa trên nguyên tắc công khai, minh bạch và tính toàn diện và hợp tác chức năng.

(C) Đề xuất của Úc về cộng đồng Châu Á Thái Bình Dương, trong đó ASEAN sẽ là cốt lõi của nó, sẽ được thảo luận thêm tại một hội nghị được tổ chức bởi Úc vào tháng 12 năm 2009.

Những tuyên bố của hội nghị ASEAN+3 lưu ý rằng đây là "một chiếc xe chính" trong việc xây dựng Cộng đồng Đông Á.